# Santa Catarina Albarradas
Santa Catarina Albarradas es una localidad del estado mexicano de Oaxaca. Es parte del municipio de Villa Díaz Ordaz.

## Demografía
| Censo | Población |
| ----- | --------- |
| 1900  | 378       |
| 1910  | 354       |
| 1921  | 203       |
| 1930  | 328       |
| 1940  | 388       |
| 1950  | 469       |
| 1960  | 500       |
| 1970  | 427       |
| 1980  | 358       |
| 1990  | 351       |
| 1995  | 292       |
| 2000  | 377       |
| 2005  | 375       |
| 2010  | 396       |
| 2020  | 363       |